# حالة الدكتور حسن
حالة الدكتور حسن هي رواية من تأليف الأديب المصري الراحل إحسان عبد القدوس، واقتُبس عنها فيلم سينمائي عُرض في عام 1974 بعنوان «أين عقلي» وكان من إخراج المخرج المصري عاطف سالم وبطولة محمود ياسين وسعاد حسني.

## عن الكتاب
تدور أحداث رواية حالة الدكتور حسن حول الصراع النفسي الذي يعيشه الأفراد في المجتمعات المنغلقة بين العادات والتقاليد وبين تأثرهم بالثقافات الغربية الأكثر انفتاحًا، فتحكي لنا عن معاناة زوجة الدكتور حسن من سلوك زوجها الغريب والذي على الرغم من كونه رجل مثقف ومتعلم تمنعه تربيته الخاطئة في بيئة ريفية من احترام زوجته ومعاملتها كإنسان يتساوى معه في الحقوق.

## روابط خارجية
- صفحة الكتاب على موقع جود ريدز